# 한-중앙아협력포럼사무국

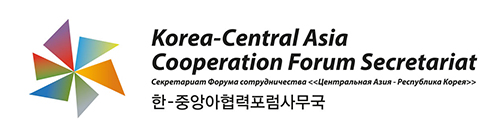

한-중앙아협력포럼사무국(한국 한자: 韓中央亞協力-事務局, 영어: Korea-Central Asia Cooperation Forum Secretariat, 러시아어: Секретариат Форума Сотрудничества «Центральная Азия - Республика Корея»)은 대한민국과 중앙아시아 5개국(카자흐스탄, 투르크메니스탄, 우즈베키스탄, 타지키스탄, 키르기즈스탄)간 상호신뢰를 바탕으로 미래지향적이고 실질적인 상생협력을 강화하는 정례적 다자협의체인 포럼의 효율적인 운영을 지원하고 포럼을 통해 발굴된 사업의 체계적인 이행을 지원함으로써 포럼 참가국간의 호혜적 협력관계 증진에 이바지하는 기구로 2017년 7월에 한국국제교류재단 안에서 설립되었다.
한-중앙아협력포럼은 2007년부터 한국과 유라시아 중심국가인 중앙아 제국가와의 교류협력 강화와 상호이해 증진을 위한 협의체로 개최되었다. (외교부 주최)
이후 해를 거듭할수록 한국의 경제개발경험 공유, 경제특구 활성화, 농업, 문화, 교육, 보건의료, 에너지, 과학기술 및 국토개발 경험 공유 등 양자 또는 다자간 협력 잠재력이 큰 분야를 중심으로 새로운 협력을 확대하는 역할을 해 왔으며, 이러한 과정에서 2014년부터는 한-중앙아협력포럼의 지속적 안정적 개최를 위한 사무국 설립에 관한 논의를 시작하고 2016년 11월 15일에 제10차 포럼에서 사무국의 정식 출범을 선포하였다.
사무국은 현재 서울특별시 중구 을지로5번길 26 미래에셋센터원빌딩 서관 19층에 위치해 있다.

## 주요 기능 및 역할
- 한-중앙아협력포럼의 효율적인 운영지원
- 한-중앙아협력포럼을 통해 발굴된 사업의 체계적 이행 및 관리 지원
- 신규 협력 유망 분야 및 사업발굴
- 한-중앙아협력포럼 당사국 간의 호혜적 협력관계 증진

## 연혁
- 2007년 11월: 서울 제1차 한-중앙아협력포럼 개최(수석대표: 외교차관)
- 2008년 12월: 제주 제2차 포럼 개최, 포럼의 정례적 개최 협의
- 2009년 12월: 서울 제3차 포럼 개최, 한-중앙아 정례 다자협의체로 정착
- 2010년 11월: 서울 제4차 포럼 개최, 포괄적-다면적 협력 구축에 기여
- 2011년 11월: 타쉬켄트 제5차 포럼 개최, 호혜적 협력강화에 기여
- 2012년 7월: 서울 제6차 포럼 개최, 한-중앙아 수교 20주년 기념 외교장관급 회의 개최
- 2013년 10월: 비쉬켁 제7차 포럼 개최, 한-중앙아 최초 다자협력사업인 산림협력 MOU 체결
- 2014년 4월: 서울 제8차 포럼 개최, 한중앙아협력사무국 설립에 대한 협의 개시에 합의
- 2015년 6월: 한-중앙아협력포럼사무국 추진 준비위원회 발족(위원장: 최일송 전주루마니아 대사)
- 2015년 10월: 서울 제9차 포럼 개최, 사무국 추진 경과 및 계획 발표
- 2016년 11월 15일: 서울 제10차 포럼 개최[1]

## 구성원
사무국장, 부장, 직원, Resident Fellow

## 사무국 홈페이지
- 한국어: http://www.centralasia-korea.org
- 러시아: http://www.centralasia-korea.org/russia

## 개소식

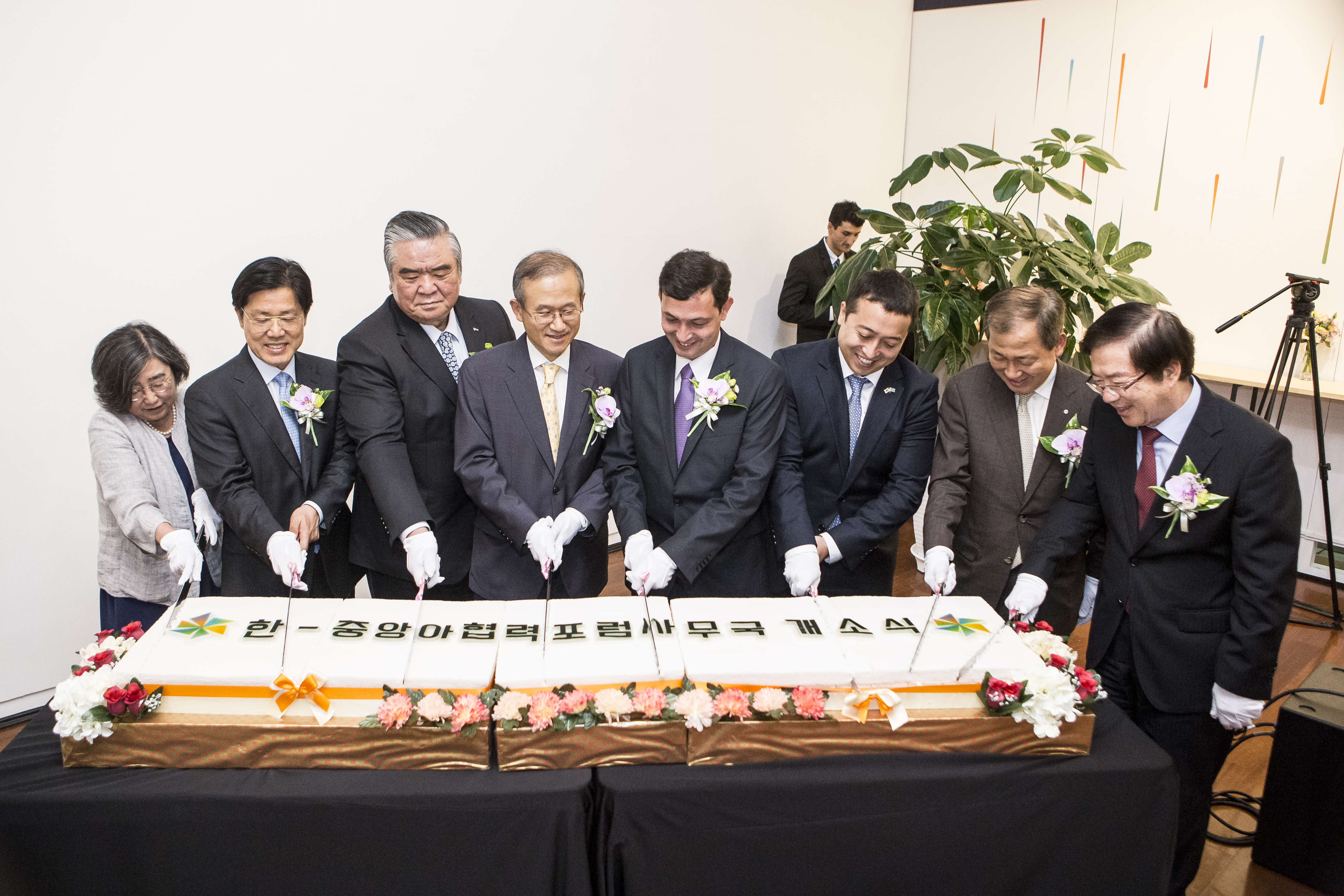

2017년 7월 10일(월) 수하동 미래에셋 센터원빌딩 2층 한국국제교류재단(KF) 갤러리에서 개최되었다.
임성남 외교부 제1차관, 맘메탈리예프(Myrat Mammetalyyev) 주한 투르크메니스탄 대사, 펜 비탈리(Vitali FEN) 주한 우즈베키스탄 대사, 전대완 前우즈베키스탄 대사, 백주현 前카자흐스탄 대사를 비롯 전 현직 외교부 인사 및 재계, 학계, 민간단체 등 다분야에서 약 150여명이 참석하였다.
관련링크

## 사무국 서포터즈
대한민국에 거주 중인 중앙아시아인과 한국인의 교류와 사무국 홍보를 위해 만들어진 단체이다.
2017년 8월 제1기 서포터즈 발대식이 수하동 한국국제교류재단(KF) 세미나실에서 개최되었다.
제1기는 총 12명 (한국인 6명 / 투르크메니스탄 2명 / 카자흐스탄 1명 / 우즈베키스탄 2명 / 타지키스탄 1명)으로 구성되었으며, 활동기간은 2017년 8월 ~ 12월까지이다.